# Beneshs bevægelsesnotation
Beneshss bevægelsesnotation er en slags dansenotation, som kan dokumentere enhver slags bevægelses- eller menneskenotation. Den blev skabt af Joan Benesh og Rudolf Benesh i slutningen af 1940'erne.